# Manuel Chaves
Manuel María Chaves González (Ceuta, 7 de julho de 1945) é um político espanhol, presidente da Junta da Andaluzia entre 1990 e 2009.

## Biografia
Foi presidente do PSOE de 2000 a 2012, e presidente da federação andaluza do PSOE de 1994 a 2010. Também ocupou os cargos de Ministro do Trabalho e Previdência Social durante o governo de Felipe González. No segundo governo de José Luis Rodríguez Zapatero, foi Segundo Vice-Presidente e Ministro de Política Territorial e Administração Pública. Durante várias legislaturas, ele também foi membro do Congresso dos Deputados e do Parlamento da Andaluzia.